# Antartide Occidentale

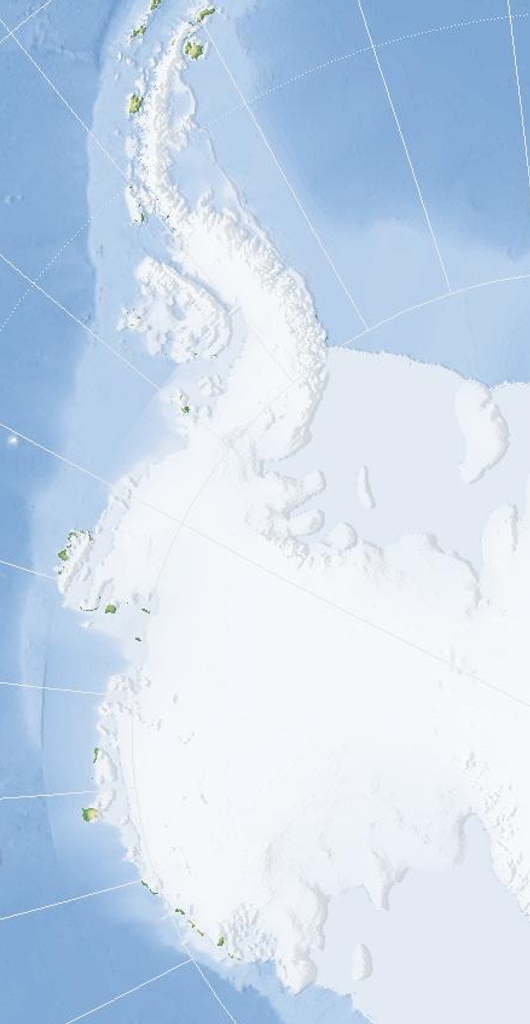
L'Antartide Occidentale.

L'Antartide Occidentale o Antartide Minore (in inglese West Antarctica oppure Lesser Antarctica) è una delle due regioni in cui viene diviso il continente antartico e comprende l'area affacciata sull'Oceano Pacifico e delimitata dai Monti Transantartici. 
L’Antartide occidentale è un arcipelago che raggruppa quattro principali frammenti di crosta terrestre continentale spezzata e deformata, di diversa età e costituzione: la Terra di Marie Byrd, la Terra di Ellsworth e la Penisola Antartica, a sua volta formata dalla Terra di Palmer e la Terra di Graham.
Il nome "Antartide Occidentale" esiste da oltre 90 anni (Balch, 1902; Nordenskiöld, 1905), ma la sua diffusione si ebbe solo in seguito all'Anno geofisico internazionale (1957-58); successive esplorazioni confermarono che i Monti Transantartici rappresentano effettivamente una sorta di confine tra le due regioni, ed il nome venne così approvato dall'Advisory Committee on Antarctic Names (US-ACAN) nel 1962.
L'Antartide occidentale è in gran parte coperta da un'enorme calotta di ghiaccio denominata Calotta glaciale dell'Antartide occidentale.